# Флорида (Массачусетс)
Флорида (англ. Florida) — місто (англ. town) в США, в окрузі Беркшир штату Массачусетс. Населення — 694 особи (2020).

## Демографія
Згідно з переписом 2010 року, у місті мешкали 752 особи в 308 домогосподарствах у складі 222 родин. Було 356 помешкань
Расовий склад населення:
| - 97,1 % — білих - 0,8 % — чорних або афроамериканців - 0,8 % — азіатів - 0,3 % — корінних американців |

До двох чи більше рас належало 1,1 %. Частка іспаномовних становила 0,7 % від усіх жителів.
За віковим діапазоном населення розподілялося таким чином: 21,9 % — особи молодші 18 років, 61,7 % — особи у віці 18—64 років, 16,4 % — особи у віці 65 років та старші. Медіана віку мешканця становила 45,1 року. На 100 осіб жіночої статі у місті припадало 105,5 чоловіків;  на 100 жінок у віці від 18 років та старших — 113,5 чоловіків також старших 18 років.
Середній дохід на одне домашнє господарство  становив 65 415 доларів США (медіана — 58 125), а середній дохід на одну сім'ю — 75 126 доларів (медіана — 69 375). Медіана доходів становила 47 188 доларів для чоловіків та 40 250 доларів для жінок. За межею бідності перебувало 13,0 % осіб, у тому числі 29,2 % дітей у віці до 18 років та 10,7 % осіб у віці 65 років та старших.
Цивільне працевлаштоване населення становило 399 осіб. Основні галузі зайнятості: освіта, охорона здоров'я та соціальна допомога — 18,8 %, виробництво — 14,3 %, роздрібна торгівля — 12,0 %, будівництво — 10,5 %.